# Mosburg (Biebrich)
Die Mosburg (früher auch Moosburg) ist eine künstliche Ruine am Rande des vom Mosbach gespeisten Mosburgweihers im Biebricher Schlosspark in Wiesbaden. Sie baut auf den Trümmern der alten Königspfalz Biburc auf.

## Geschichte
Mit hoher Wahrscheinlichkeit war die ehemalige Königspfalz durch den ostfränkischen römisch-deutschen König Ludwig den Deutschen initiiert und bestand bis Anfang des 11. Jahrhunderts. Darauf aufbauend soll im 13. Jahrhundert eine Wasserburg bestanden haben.
Im Jahr 1462 wird im Mosbacher Gerichtsbuch ein gräflich nassauisches Burghaus mit Graben und Burgmauer außerhalb des Dorfes erwähnt. Ab 1654 war die Burg im Besitz des schwedischen Gesandten Penz von Penzenau.
Anfang des 19. Jahrhunderts vergrößerte Herzog Friedrich August von Nassau den Biebricher Schlosspark und erwarb die Reste der Gebäude, die der Kaiserpfalz Biburc (auch Biburk) zuzuschreiben sind. Er beauftragte Carl Florian Goetz mit dem Bau einer neugotischen Wohnburg auf den Trümmern. Die künstliche Ruine wurde zwischen 1805 und 1806 vollendet. Hierfür wurde Abbruchmaterial der Mainzer Liebfrauenkirche verwendet. Im angehenden 19. Jahrhundert sollte die Burg die romantische Vorstellung vom Mittelalter verkörpern. Die Scheinruine, die einen Gegensatz zum barocken Biebricher Schloss darstellt, wurde von den Nassauer Herzögen als Rückzugsort benutzt.
Nach der Fertigstellung wurden mehrere Epitaphe aus dem 1803 säkularisierten Kloster Eberbach zur Ausschmückung in die Burg verbracht. Darunter waren auch die Grabplatten von Johann II. und Johann IV. von Katzenelnbogen. Sie wurden 1936 wieder ins Kloster zurückversetzt. Die Grabplatte von Diether V. von Katzenelnbogen, die ebenfalls zeitgleich in der Mosburg stand, befindet sich heute im Museum Wiesbaden (Sammlung Nassauischer Altertümer).
Mitte des 19. Jahrhunderts richtete sich der Bildhauer Emil Alexander Hopfgarten in der Mosburg sein Atelier ein (siehe auch: Wiesbadener Maler und Bildhauer im 19. Jahrhundert). Nach dessen Tod 1856 wurden seine Modelle und Arbeiten noch 18 Jahre lang im Saal der Burg ausgestellt.
Von 1909 bis 1945 beherbergte die Burg (im sogenannten Rittersaal) das Biebricher Heimatmuseum. Die Genehmigung und ein Großteil der ersten Ausstattung wurde von Wilhelm IV. von Nassau-Weilburg gegeben.
Im Zweiten Weltkrieg wurde aus der künstlichen eine tatsächliche Ruine. Im Jahr 1979 wurde die Burg ehrenamtlich von den Biebricher Heimatfreunden gereinigt und der Bewuchs entfernt, der das Mauerwerk beschädigt hatte. Wegen des schlechten Bauzustands ist die Mosburg nicht mehr für die Öffentlichkeit zugänglich.

## Restaurierung

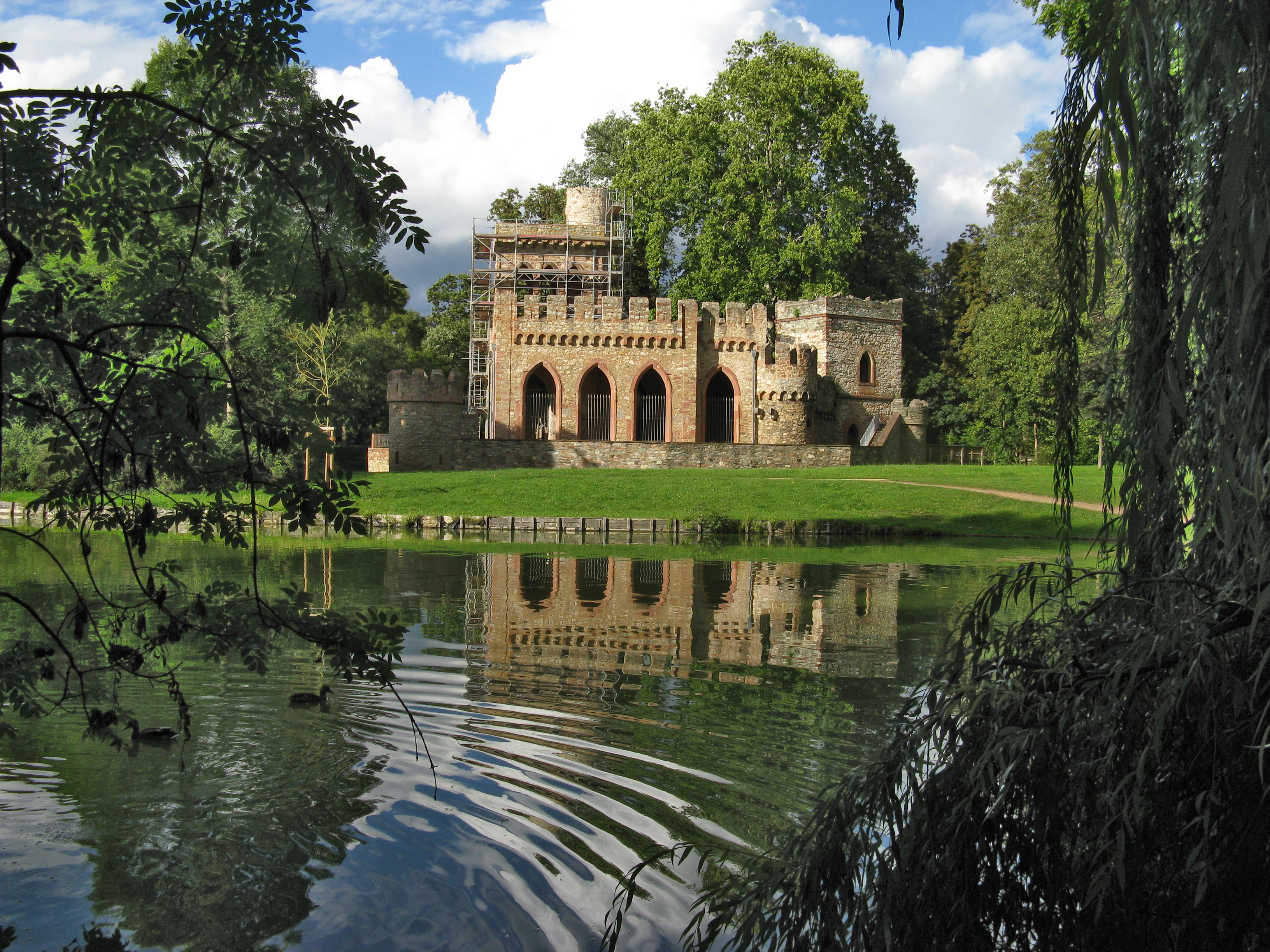
Renovierungsarbeiten im Jahr 2011

Im Jahr 2005 koordinierte der Architekten- und Ingenieurverein Wiesbaden (AIV) einen Studentenwettbewerb zur Zukunft der Mosburg. Hierbei wurde die Neuanlage des Brandweihers und dessen Verbindung mit dem Mosburgweiher ausgezeichnet, die Umsetzung ist jedoch fraglich. Die Sanierung der Mosburg wird vom Hessischen Immobilienmanagement koordiniert. Die Restaurierung der Zugangsbrücke sowie des großen Turms mit Kabinett und Belvedere wurde abgeschlossen. Seit Sommer 2010 wird der dritte von fünf Bauabschnitten umgesetzt. Die historische Zischelbrücke wurde bereits denkmalgerecht wiederhergestellt, in Zukunft soll der Mosburgweiher wieder bis zum Zischel (kleiner Wasserfall) vergrößert werden.

## Mosburgfest
Seit 1979 veranstaltet die Arbeitsgemeinschaft Biebricher Vereine und Verbände jährlich das Mosburgfest. Damit sollte ursprünglich „die lange in Vergessenheit geratene und verwahrloste Mosburg wieder in das öffentliche Interesse zurückgeholt werden“. Dieses dient heute der Finanzierung der Restaurierungsarbeiten. Kommerzielle Dienstleister sind vom Fest ausgeschlossen.

## Siehe auch

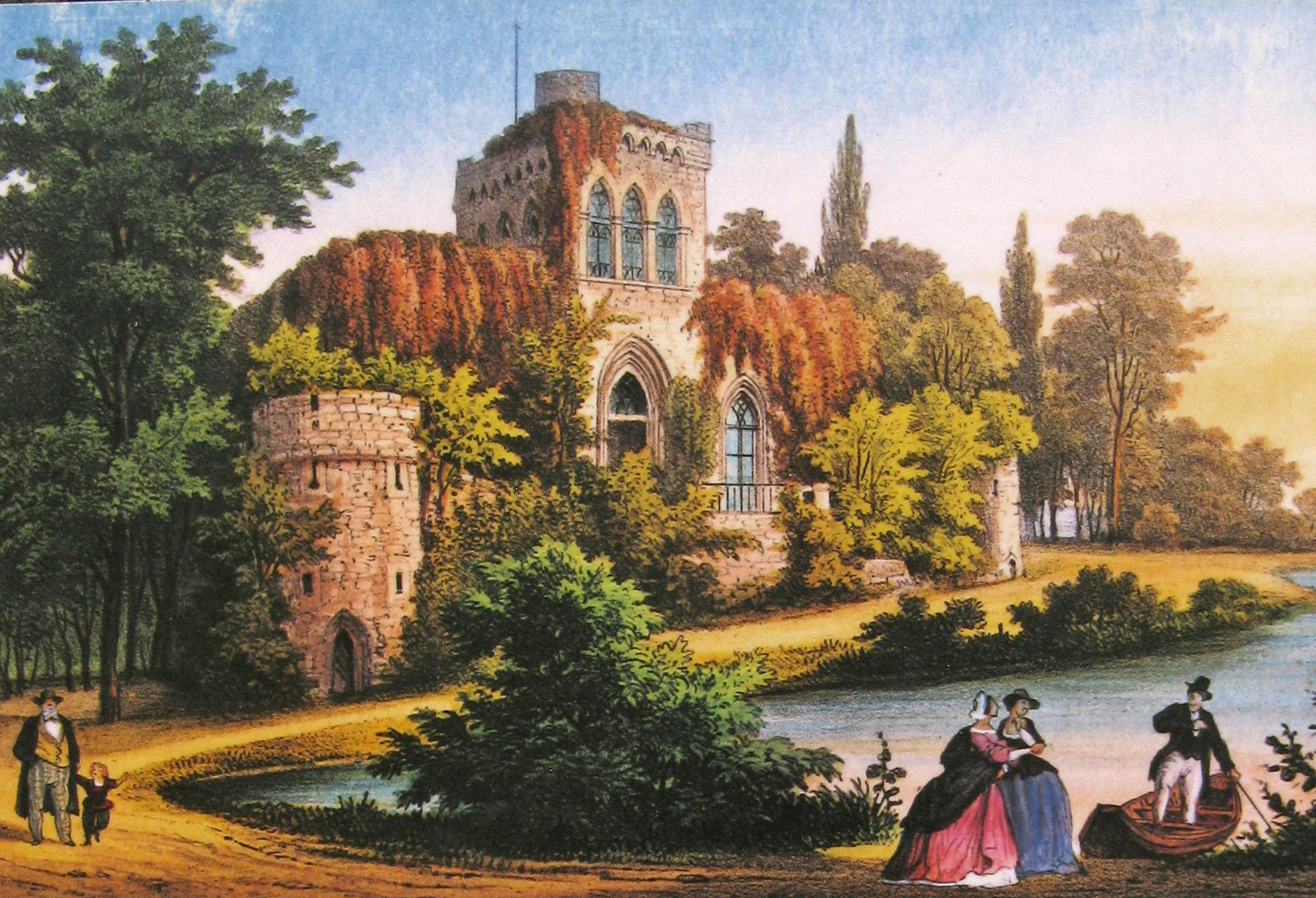
Lithographie von Eugène Cicéri um 1850
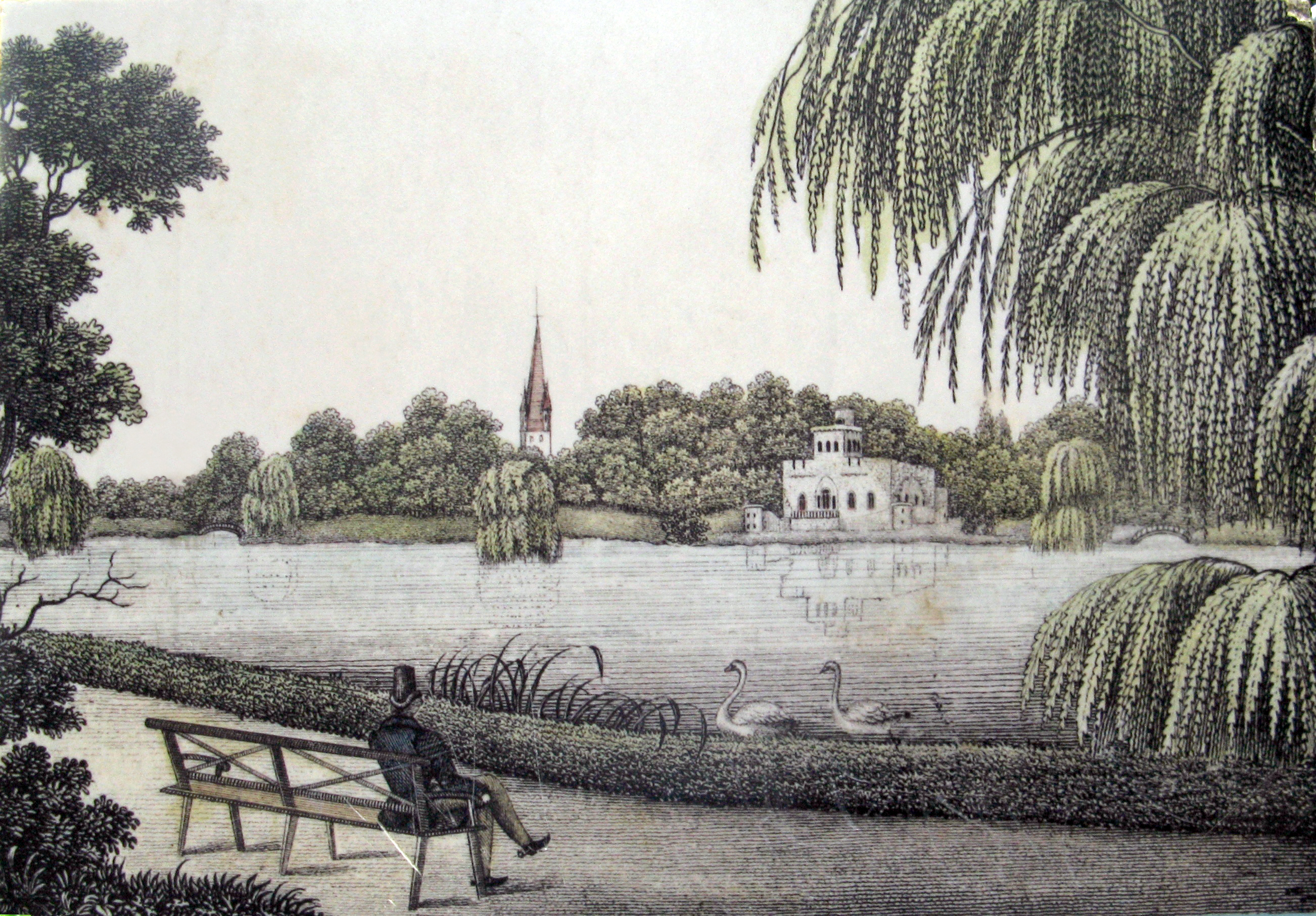
Stich um 1880 mit Hauptkirche
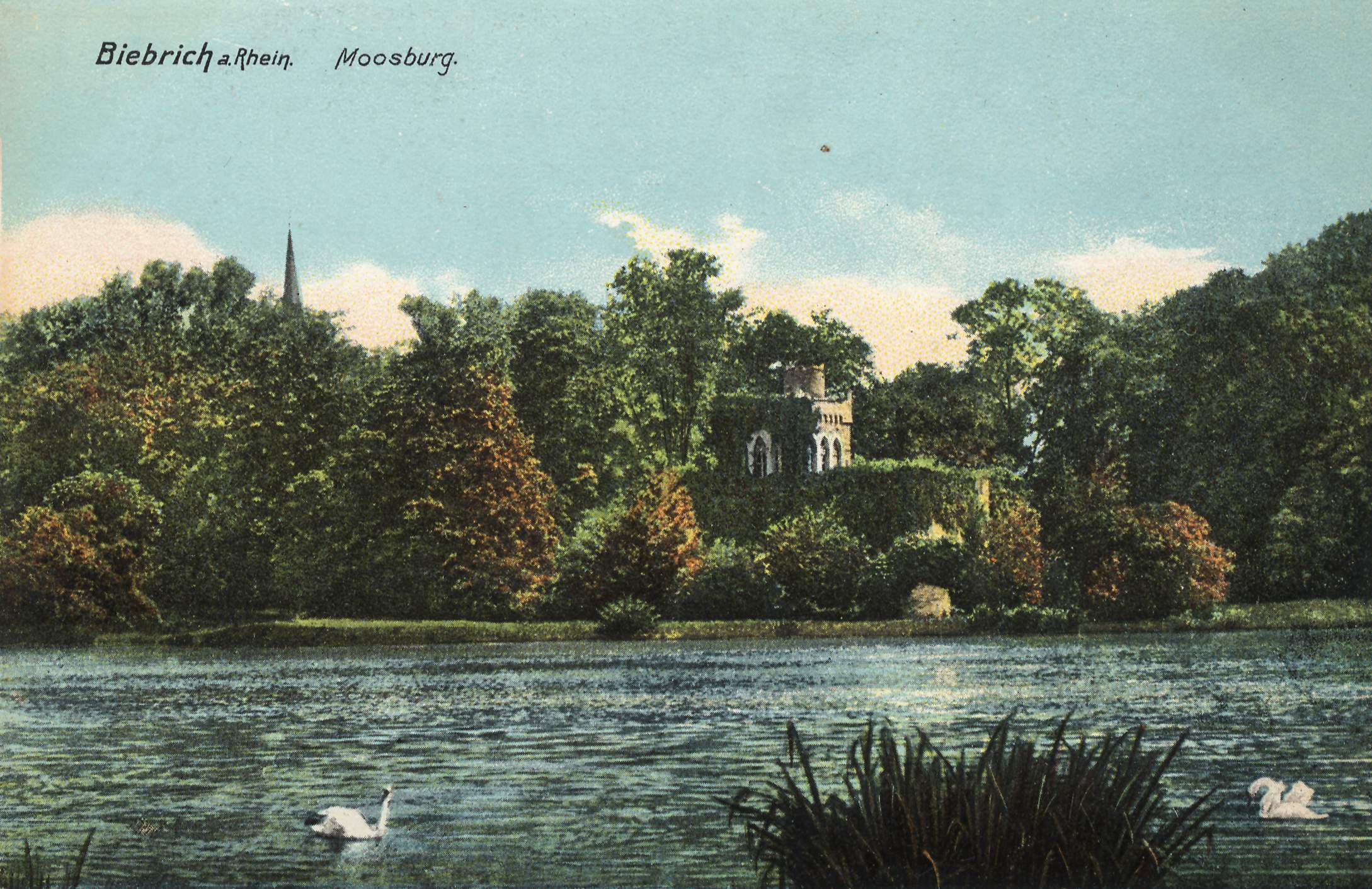
Postkarte um 1900